# Вільховатська сільська рада
Вільховатська сільська рада — колишній орган місцевого самоврядування у Кобеляцькому районі Полтавської області з центром у c. Вільховатка.

## Населені пункти
Сільраді були підпорядковані населені пункти:
- c. Вільховатка
- с. Деменки
- с. Панське
- с. Лівобережна Сокілка
- с. Проскури